# Stefan Zych
Stefan Władysław Kazimierz Zych (ur. 26 grudnia 1897 w Przemyślu, zm. wiosną 1940 w Katyniu) – polski urzędnik, kapitan w stanie spoczynku artylerii Wojska Polskiego, ofiara zbrodni katyńskiej.

## Życiorys
Urodził się jako syn Antoniego i Marii, z domu Sikocińska. Miał brata Jana. Ukończył pięć klas liceum we Lwowie, szóstą rozpoczął w Krakowie, lecz dalszą naukę przerwał wybuch I wojny światowej. Wstąpił do Legionów Polskich, służył w szeregach 3 pułku piechoty. Walczył na froncie karpackim, gdzie został ranny w nogę, następnie na froncie wołyńskim.
Po wojnie wstąpił do Wojska Polskiego. Po odzyskaniu przez Polskę niepodległości kończył Szkołę Podchorążych Artylerii w Poznaniu. Wziął udział w wojnie polsko-bolszewickiej 1920 służąc w 2 pułku artylerii polowej, w tym w Bitwie Warszawskiej, za co został otrzymał dwukrotnie Krzyż Walecznych oraz Krzyż Niepodległości.
Po zakończeniu wojny zdał maturę i został skierowany na dwuletni kurs w Oficerskiej Szkole Topografów w Warszawie. Został awansowany do stopnia kapitana w korpusie oficerów artylerii ze starszeństwem z dniem 1 lipca 1923 (w 1928 był zweryfikowany z lokatą 77, a w 1934 z lokatą 12). W 1928 był przydzielony do 10 oddziału służby uzbrojenia. W 1929, z uwagi na stan zdrowia pogorszony doświadczeniami wojennymi, został przeniesiony w stan spoczynku. Został zatrudniony w Ministerstwo Pracy i Opieki Społecznej. Był urzędnikiem Okręgu Korpusu I.
Po wybuchu II wojny światowej 1939 i agresji ZSRR na Polskę z 17 września 1939, został aresztowany przez Sowietów. Był przetrzymywany w obozie w Kozielsku. W tym czasie nadsyłał korespondencję do bliskich w Warszawie. Wiosną 1940 został przetransportowany do Katynia i rozstrzelany przez funkcjonariuszy Obwodowego Zarządu NKWD w Smoleńsku oraz pracowników NKWD przybyłych z Moskwy na mocy decyzji Biura Politycznego KC WKP(b) z 5 marca 1940. Został pochowany na terenie obecnego Polskiego Cmentarza Wojennego w Katyniu, gdzie w 1943 jego ciało zidentyfikowano podczas ekshumacji prowadzonych przez Niemców pod numerem 949 (dosłownie opisane jako Wladislaw Zuch). Przy zwłokach Stefana Zycha zostały odnalezione prawo jazdy, dowód rejestracyjny, legitymacja oficerska, adres rodzinny Kalisz, ul. Łódzka 29, i inne dokumenty.
Jego żoną była Cecylia, z domu Puk (1896–1971, jej ojciec inż. Stanisław Puk posiadał firmę, która wybudowała Hotel Polonia w Warszawie), z którą miał syna Leszka (1928–2000) i córkę Marię. Podczas służby Stefana Zycha w Przemyślu, rodzina zamieszkiwała z nim w tym mieście, zaś po przejściu w stan spoczynku i podjęciu pracy w ministerstwie w Warszawie, Zychowie zamieszkali w kamienicy Puków przy ulicy Staszica 13. Leszek Zych był prezesem Kaliskiej Rodziny Katyńskiej; wraz z nim działała jego żona Gabriela Zych, która zginęła 10 kwietnia 2010 w katastrofie polskiego samolotu Tu-154M w Smoleńsku, w drodze na obchody 70. rocznicy zbrodni katyńskiej.

## Upamiętnienie
5 października 2007 roku Minister Obrony Narodowej Aleksander Szczygło awansował go pośmiertnie do stopnia majora. Awans został ogłoszony 9 listopada 2007 roku w Warszawie, w trakcie uroczystości „Katyń Pamiętamy – Uczcijmy Pamięć Bohaterów”.

## Odznaczenia
- Krzyż Niepodległości
- Krzyż Walecznych – dwukrotnie (po raz pierwszy w 1921)[6]